# Epaphrodita musarum
Epaphrodita musarum es una especie de mantis de la familia Hymenopodidae.

## Distribución geográfica
Se encuentra en Haití y la República Dominicana.